# Moritz (bier)
Moritz is een Catalaans biermerk dat in 1856 ontwikkeld is door de Elzasser Louis Moritz Trautmann. Na een aantal jaren niet meer bestaan te hebben, is het bier in 2004 opnieuw op de markt gebracht. Een van de bijzonderheden van Moritz is dat alle productinformatie op de verpakkingen uitsluitend in het Catalaans gesteld zijn.
Compañía Cervecera de Canarias · Cruzcampo · Damm · Mahou-San Miguel · Hijos de Rivera · Moritz